# Kostelní Hlavno
Kostelní Hlavno är en ort i Tjeckien.   Den ligger i regionen Mellersta Böhmen, i den centrala delen av landet, 27 km nordost om huvudstaden Prag. Kostelní Hlavno ligger 191 meter över havet och antalet invånare är 429.
Terrängen runt Kostelní Hlavno är platt. Runt Kostelní Hlavno är det ganska tätbefolkat, med 78 invånare per kvadratkilometer. Närmaste större samhälle är Černý Most, 18,9 km söder om Kostelní Hlavno. Trakten runt Kostelní Hlavno består till största delen av jordbruksmark.